# Río Manzanas
El río Manzanas (en portugués, rio Maçãs) es un curso fluvial que nace en la sierra de la Culebra, en la provincia de Zamora, España. Tras pasar por la localidad de Riomanzanas, forma la frontera natural entre España y Portugal durante aproximadamente 40 km, antes de internarse en territorio portugués y desembocar en el río Sabor, afluente del Duero . 
Este río sirve de frontera entre España y Portugal en dos tramos distintos: primero entre los hitos fronterizos 415 y 416, y más al sur, entre los hitos 437 y 438, desde las aldeas de Manzanas y Petisqueira hasta Outeiro y Pinelo .
En su recorrido por Portugal, el río Manzanas atraviesa varias aldeas, incluyendo Petisqueira, Deilão, São Julião, Quintanilha, Paradinha, Outeiro, Pinelo, Argozelo, Carção, Vimioso, Campo de Víboras, Santulhão, Algoso, Matela y Junqueira . 
El río Sabor, en el que desemboca el Manzanas, es un afluente del Duero que nace en la sierra de Gamoneda, en la provincia de Zamora, y atraviesa la sierra de Montesinho en Portugal .
- Datos: Q9071912
- Multimedia: Manzanas River / Q9071912